# 타래풀거미속
타래풀거미속(학명: Allagelena)은 거미목 가게거미과에 속하는 거미류의 한 갈래이다. 본래 전종이 풀거미속에 속해 있었지만 2006년 중국에서 진행된 유전학 연구로 인해 별도의 속으로 분리되었다.

## 하위 종
- 중국타래풀거미 (Allagelena bifida) (Wang, 1997)
- Allagelena bistriata (Grube, 1861)
- 타래풀거미 (Allagelena difficilis) (Fox, 1936)
- 동국풀거미 (Allagelena donggukensis) (Kim, 1996)
- 작은미로거미 (Allagelena gracilens) (C. L. Koch, 1841)
- 고려풀거미 (Allagelena koreana) (Paik, 1965)
- Allagelena monticola Chami-Kranon, Likhitrakarn & Dankittipakul, 2007
- 애풀거미 (Allagelena opulenta) (L. Koch, 1878)
- Allagelena scopulata (Wang, 1991)